# Anadrymadusa kosswigi
Anadrymadusa kosswigi är en insektsart som beskrevs av Karabag 1975. Anadrymadusa kosswigi ingår i släktet Anadrymadusa och familjen vårtbitare. Inga underarter finns listade i Catalogue of Life.